# Fifth Third Bank

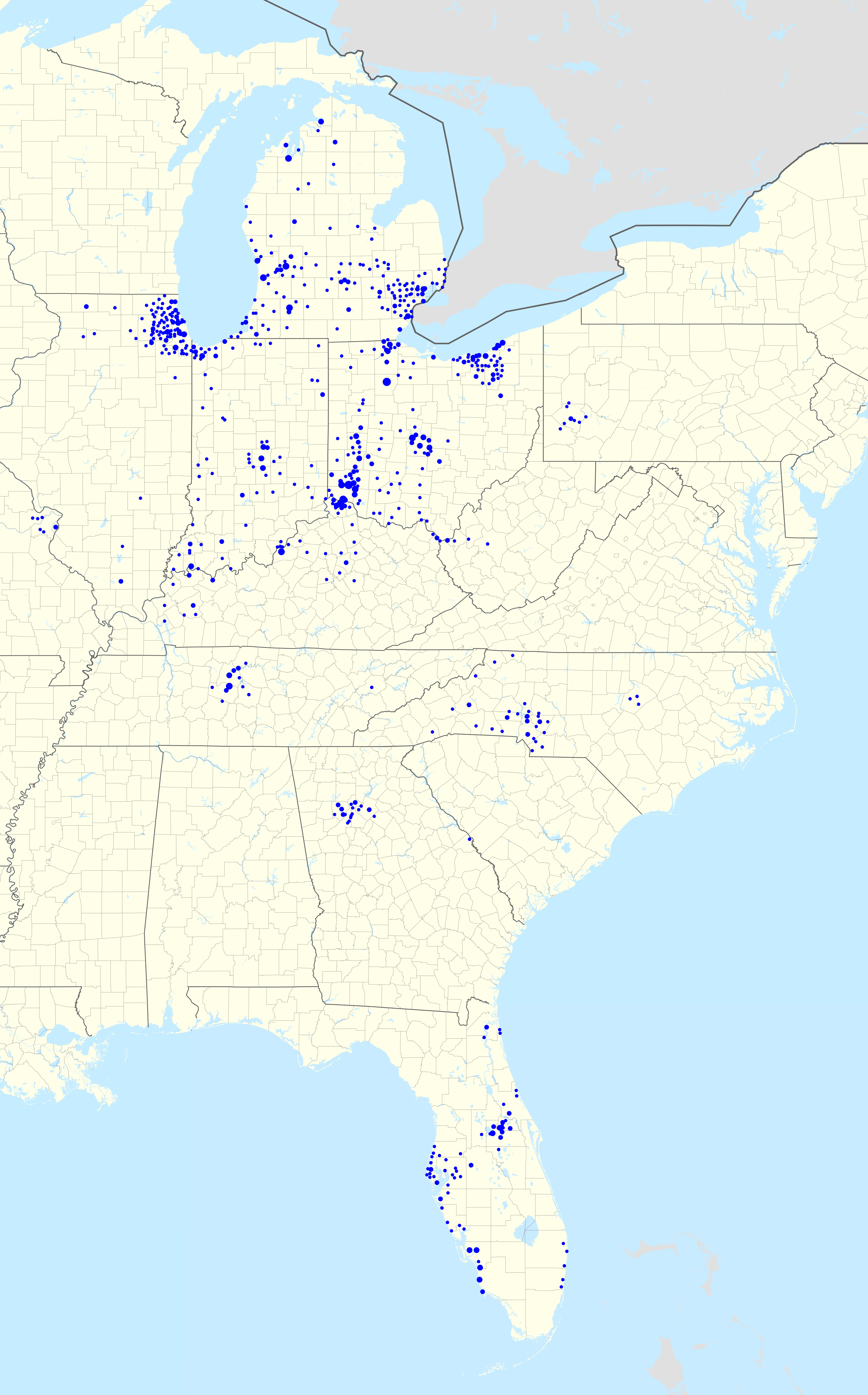
Regiões do Fifth Third

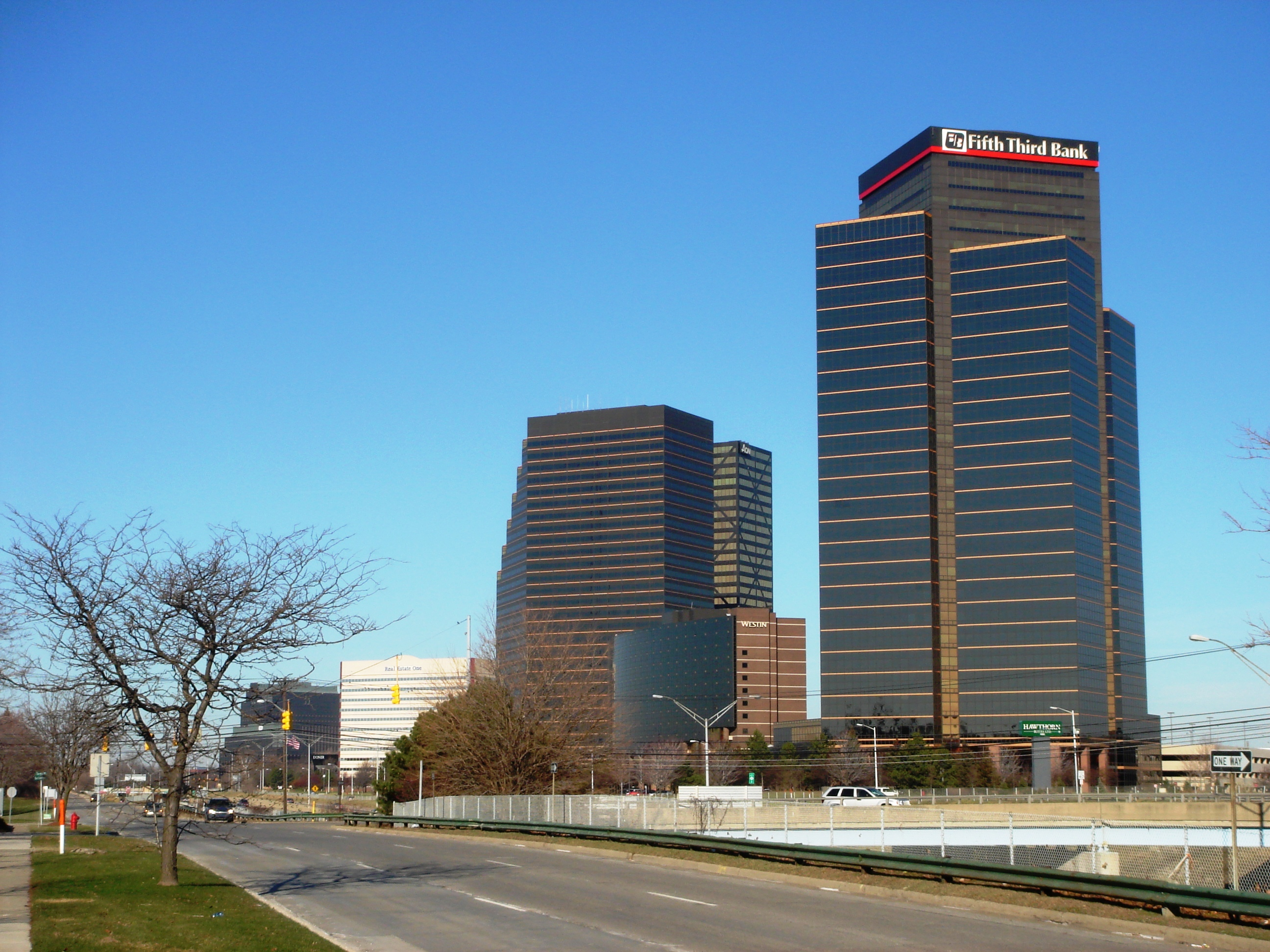
Escritórios do Quinto Terceiro Banco no 1000 Town Center, em Southfield, Michigan.

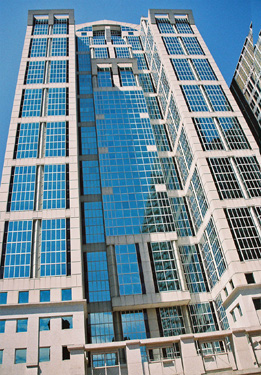
Fifth Third Center em Nashville, Tennessee.

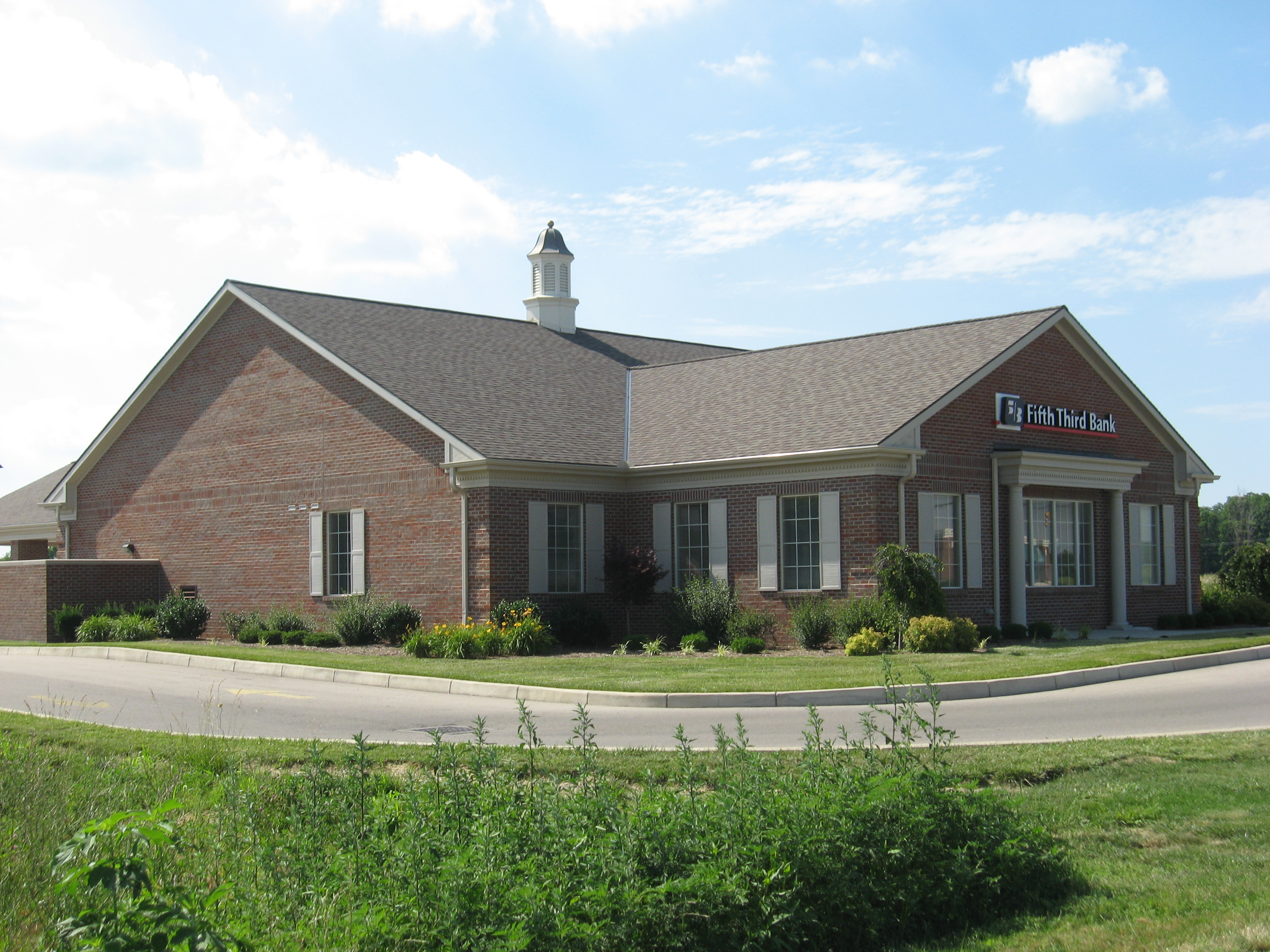
Fifth Third Bank em Springboro, Ohio.

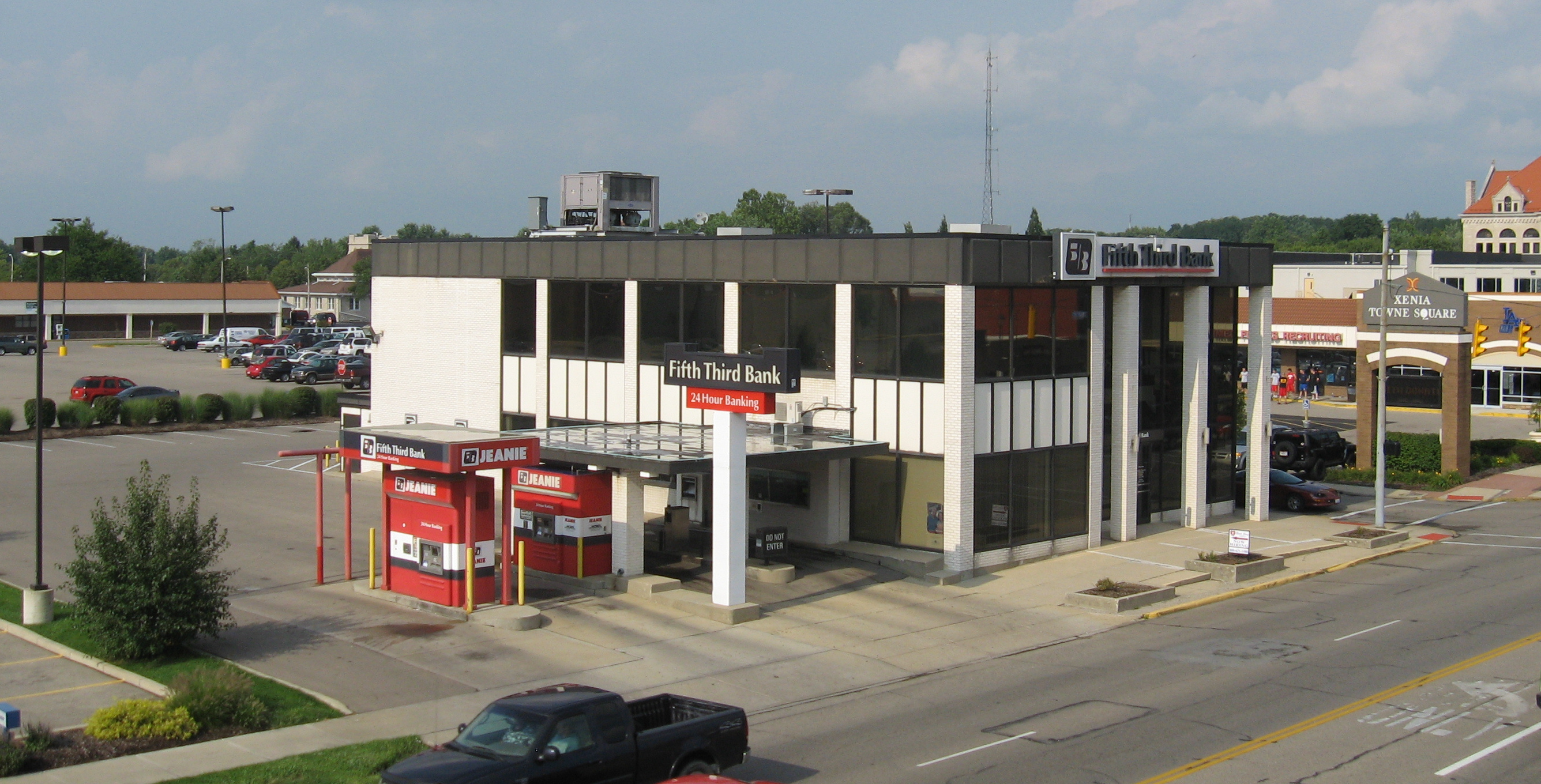
Agência do Fifth Third Bank em Xenia, Ohio.

O Fifth Third Bank (5/3 Bank) é um banco com sede em Cincinnati, Ohio, no Fifth Third Center. É a principal subsidiária da Fifth Third Bancorp, uma holding bancária. O banco opera 1.154 agências e 2.469 caixas eletrônicos em Ohio, Kentucky, Indiana, Michigan, Illinois, Flórida, Tennessee, Virgínia Ocidental, Geórgia e Carolina do Norte. O Fifth Third Bank está incorporado em Ohio.
Um dos maiores bancos dos Estados Unidos, a empresa ficou em 366º lugar na lista Fortune 500 em 2018.
O nome "Fifth Third" deriva dos nomes das duas empresas predecessoras do banco, o Third National Bank e o Fifth National Bank, fundidos em 1908.

## História
Em 17 de junho de 1858, o Banco de Ohio Valley foi aberto em Cincinnati. Em 23 de junho de 1863, o Terceiro Banco Nacional foi organizado. Em 29 de abril de 1871, os bancos se fundiram.
Em 1º de junho de 1908, o Third National Bank e o Fifth National Bank se fundiram para se tornar o Fifth-Third National Bank of Cincinnati; o hífen foi retirado mais tarde. A fusão ocorreu quando as ideias proibicionistas estavam ganhando popularidade, e é lenda que o "Fifth Third" era melhor que o "Third Fifth", que poderia ter sido interpretado como uma referência a três quintos de álcool. O nome passou por várias alterações até 24 de março de 1969, quando foi alterado para o Fifth Third Bank.
Em 1994, o banco adquiriu o Cumberland Federal Bancorp, com sede em Louisville, Kentucky, por 149 milhões de dólares em ações.
Em 1995, o banco adquiriu 12 agências em Dayton, Ohio, da PNC Financial Services. O banco também adquiriu o Kentucky Enterprise Bancorp.
Em 1998, a empresa adquiriu a W. Lyman Case & Company, com sede em Columbus, Ohio, originadora de empréstimos imobiliários comerciais.
Em 1999, a empresa adquiriu o Enterprise Federal Bancorp, uma das maiores parcelas na área de Cincinnati, com 11 agências, por 96,3 milhões de dólares.
Em março de 1999, a empresa adquiriu a Emerald Financial de Strongsville, Ohio, que possuía 15 agências em Cleveland, Ohio, por 204 milhões de dólares.
Em abril de 1999, o banco adquiriu a Ashland Bankshares e sua subsidiária Bank of Ashland, ambas com sede em Kentucky, por oitenta milhões de dólares.
Em junho de 1999, o banco adquiriu o South Florida Bank Holding, que possuía quatro agências.
Em julho de 1999, a empresa adquiriu o Peoples Bank Corporation de Indianapolis por 228 milhões de dólares em ações.
Em abril de 2001, a empresa adquiriu o Old Kent Bank, sediado em Grand Rapids, Michigan, que possuía mais de 300 agências em Indiana, Illinois e Michigan.
Em 2002, a empresa adquiriu a Franklin Financial, sediada no Tennessee, por 240 milhões de dólares.
Em 2004, a empresa adquiriu o First National Bankshares de Naples, Flórida.
Em novembro de 2007, o banco adquiriu o RG Crown Bank de Casselberry, Flórida, que possuía 30 agências na Flórida e três agências na Geórgia, por 288 milhões de dólares.
Em junho de 2008, o banco adquiriu o First Charter Bank de Charlotte, Carolina do Norte, com 57 agências na Carolina do Norte e duas agências em Atlanta.
Em 5 de maio de 2008, a Fifth Third adquiriu nove filiais em Atlanta, Geórgia, da First Horizon National Corporation.
Em 31 de outubro de 2008, o banco adquiriu os ativos do falido Freedom Bank, sediado na Flórida, da Federal Deposit Insurance Corporation.
Em novembro de 2008, o Departamento do Tesouro dos Estados Unidos investiu 3,4 bilhões de dólares na empresa como parte do Programa de alívio de ativos problemáticos e, em fevereiro de 2011, a empresa recomprou o investimento do Tesouro.
Em 30 de março de 2009, a empresa vendeu 51% de seus negócios de processamento de cartões de crédito à Advent International, uma empresa de private equity. Em 2011, a joint venture mudou seu nome para Vantiv e, em 2018, foi incorporada à Worldpay Inc.
Em março de 2009, havia rumores de que o banco era um dos líderes, ao lado de Huntington Bancshares, para comprar as agências da National City Corp. em Pittsburgh e Erie, Pensilvânia, regiões que estavam sendo vendidas pela PNC Financial Services como parte do Aquisição da National City pela PNC. No entanto, a PNC vendeu as agências para o First Niagara Bank.
Em 28 de outubro de 2014, a empresa anunciou planos de mudar sua sede regional em Michigan e 150 funcionários de Southfield, Michigan para 62,000 pés quadrados (5,7 600 m2) na One Woodward Avenue, em Downtown Detroit.
Em abril de 2016, o banco vendeu 17 agências na área de Pittsburgh para a FNB Corporation.
Em novembro de 2017, a empresa adquiriu a Epic Insurance Solutions Agency, com sede em Louisville, e a empresa de recursos humanos Integrity HR.
Em fevereiro de 2018, a empresa adquiriu a Coker Capital Advisors, uma empresa de consultoria em fusões e aquisições.
Em maio de 2018, a empresa concordou em adquirir a MB Financial, com sede em Chicago, em um acordo no valor de 4,7 bilhões de dólares em ações.

### Tiroteiro em 2015
Em 6 de setembro de 2018, um atirador chamado Omar Enrique Santa-Perez entrou na área do saguão da sede da empresa, no centro de Cincinnati, atirando e matando 3 pessoas e ferindo outras 2 antes de ser baleado e morto pela polícia de Cincinnati.

## Controvérsias

### Violação de dados de 2007 na TJX Companies
Em janeiro de 2007, o banco foi apontado como o processador das transações com cartão de crédito das empresas TJX, que sofreram uma violação de dados. Mais tarde, verificou-se que 45,7 milhões de números de cartão de crédito estavam potencialmente comprometidos.

### Acordo de discriminação de 2014
Em agosto de 2014, a empresa negociou com o Departamento de Justiça dos Estados Unidos, resolvendo alegações de que o banco praticava um padrão de discriminação com base na incapacidade e no recebimento de assistência pública, violando a Lei da Igualdade de Oportunidades de Crédito. A empresa foi obrigada a pagar 1,5 milhões de dólares aos solicitantes de empréstimos hipotecários elegíveis, que foram solicitados a fornecer uma carta de seu médico para documentar a renda que receberam do Seguro de Incapacidade da Seguridade Social.

## Direitos de nome
O Fifth Third possui os direitos de nomenclatura para:
- Fifth Third Field, um estádio de beisebol em Toledo, Ohio e sede do Toledo Mud Hens, afiliado ao Detroit Tigers da liga secundária Triple A.
- Fifth Third Field, um estádio de beisebol em Dayton, Ohio e casa dos Dayton Dragons, um time de beisebol da classe A da liga secundária que joga na Liga Centro-Oeste, afiliado aos Cincinnati Reds.
- Fifth Third Ballpark, um estádio de beisebol em Comstock Park, Michigan e casa do West Michigan Whitecaps, um time de beisebol da classe A da liga secundária que joga na Liga Centro-Oeste, afiliado ao Detroit Tigers.
- Fifth Third Arena, uma arena coberta no campus da Universidade de Cincinnati, usada pelo programa de basquete da escola
- Quinto estádio do Bank Bank, casa das corujas da Universidade Estadual de Kennesaw (Geórgia) e casa do time de futebol do Kennesaw State Owls.
- A empresa detinha os direitos de nomenclatura do Camping World Stadium em Orlando, Flórida, para os jogos do Orlando City Soccer Club em 2013.
- A empresa detinha os direitos de nomenclatura da Northwestern Medicine Field, casa dos Arizona Diamondbacks - afiliados a Kane County Cougars da Liga Centro-Oeste da Classe A, de 2012 a 2016.